# Festival du film de Hambourg
Le Festival du film de Hambourg (Filmfest Hamburg) est le troisième plus grand festival de cinéma d'Allemagne (après le Berlin International Film Festival et le Filmfest München).
Le festival présente des films allemands et étrangers ainsi que des films documentaires dans dix sections différentes et, en plus, plusieurs autres sections qui diffèrent chaque année. Aussi bien des films d'art et d'essai que des films grand public sont projetés. Des premiers longs métrages de jeunes réalisateurs inconnus voisinent avec des films de réalisateurs établis au niveau international.
En 2022, pour son 30e anniversaire et sa première édition après la pandémie de la Covid, 116 films de 58 pays ont été projetés dans 6 cinémas de la ville.

## Histoire
Déjà dans les années 1950, de nombreuses manifestations sur le thème du cinéma ont lieu à Hambourg (Hamburger Filmtage, Filmwochen ou les Kinotage par exemple). Ces événements sont organisés par l'industrie cinématographique de Hambourg en association avec différents distributeurs allemands.
En 1968, quelques jeunes cinéastes se rassemblent dans le but de mettre sur pied le premier Hamburger Filmschau. Le week-end de la manifestation marque l'histoire du jeune cinéma allemand en tant que Film-happening.
Dans les années 1970, plusieurs ciné-clubs allemands fondent le Arbeitsgemeinschaft Kino (de). Depuis 1974, le groupe, basé à Hambourg, organise les Hamburger Kinotage.
En 1979, de célèbres professionnels du cinéma de Munich, parmi lesquels Hark Bohm, Werner Herzog, Volker Schlöndorff et Wim Wenders, critiquent l'ingérence de comités, d'institutions et de groupes de pression dans le cinéma allemand lors de la "Déclaration" dite "de Hambourg". Ils lancent alors le Filmfest der Filmemacher.
Le 29 octobre 1979, un regroupement de cinéastes de Hambourg créent le Hamburger Filmbüro e.V.. Dès 1986, celui-ci organise le Low Budget Film Forum européen, un événement très remarqué auquel participent de nombreux réalisateurs encore inconnus à l'époque comme Derek Jarman, Stephen Frears ou Lars von Trier.
Vers la fin de l'année 1991, le Low Budget Film Forum et les Kinotage fusionnent afin d'unir leur force et d'utiliser judicieusement les fonds publics toujours moins importants, et donnent ainsi naissance au Filmfest Hamburg. Parmi les membres fondateurs du festival, figurent notamment la AG Kino e.V et le Hamburger Filmbüro e.V. Ensemble, les différents membres décident de l'organisation du festival. En 1992, le Filmfest Hamburg se déroule pour la première fois sous la direction de Rosemarie Schatter.

## Palmarès

### Prix Douglas Sirk
Le cinéaste natif de Hambourg Douglas Sirk a donné son nom à un prix décerné à une personnalité qui a apporté une contribution exceptionnelle à la culture cinématographique et à l'industrie du film.
- 1995 : Clint Eastwood
- 1996 : Stephen Frears
- 1997 : Jodie Foster
- 1998 : Peter Weir
- 1999 : Jim Jarmusch
- 2000 : Wong Kar-wai
- 2001 : Majid Majidi
- 2002 : Aki Kaurismäki
- 2003 : Isabelle Huppert
- 2004 : François Ozon
- 2005 : Zentropa, société danoise de production et de distribution de films, fondée par Lars von Trier
- 2006 : Gérard Depardieu
- 2007 : David Cronenberg
- 2008 : Atom Egoyan
- 2009 : non attribué
- 2010 : Julian Schnabel
- 2011 : Andreas Dresen et Peter Rommel
- 2012 : Kim Ki-duk
- 2013 : Tilda Swinton
- 2014 : Fatih Akın
- 2015 : Catherine Deneuve
- 2017 : Wim Wenders
- 2018 : Jafar Panahi[1]
- 2019 : Nina Hoss
- 2020 : non attribué
- 2021 : Leos Carax[2]
- 2022 : non attribué[3]

### Prix de la critique de cinéma
- 2004 : Brothers (Danemark), réalisé par Susanne Bier
- 2005 : Iron Island (Iran), réalisé par Mohammad Rasoulof
- 2007 : Control (Pays-Bas), réalisé par Anton Corbijn
- 2008 : Frozen River (États-Unis), réalisé par Courtney Hunt
- 2009 : Âmes en stock (Cold Souls) (États-Unis), réalisé par Sophie Barthes
- 2010 : Pulsar (Belgique), réalisé par Alex Stockmann
- 2011 : Take Shelter (États-Unis), réalisé par Jeff Nichols
- 2012 : Lore (Allemagne, Australie, Grande-Bretagne), réalisateur : Cate Shortland
- 2013 : Metro Manila (Royaume-Uni, Philippines), réalisé par Sean Ellis
- 2014 : Hope (France), réalisateur et scénario : Boris Lojkine
- 2015 : Neon Bull (Brésil, Uruguay, Pays-Bas), réalisateur et scénario : Gabriel Mascaro
- 2016 : Baccalauréat (France, Roumanie, Belgique), réalisateur et scénario : Cristian Mungiu
- 2017 : The Florida Project (États-Unis), réalisé par Sean Baker. Mention d'honneur pour Chansons pour l'éternité (Irlande, Canada), réalisé par Pat Collins
- 2018 : Nos batailles (Belgique, France), réalisé par Guillaume Senez[4]
- 2019 : Séjour dans les monts Fuchun (RPC), réalisé par Gu Xiaogang[5]
- 2021 : Vortex (France), réalisateur et scénario : Gaspar Noé[6]
- 2022 : R.M.N. (Roumanie, France, Belgique), réalisateur et scénario : Cristian Mungiu

### Prix du cinéma d'art
- 2008 : 35 rhums (France, Allemagne), réalisé par Claire Denis
- 2009 : Soul Kitchen (Allemagne), réalisé par Fatih Akin
- 2010 : Nowhere Boy (Royaume-Uni, Canada), réalisé par Sam Taylor-Wood
- 2011 : Monsieur Lazhar (Canada), réalisateur et scénario : Philippe Falardeau
- 2012 : Laurence Anyways (Canada), réalisateur et scénario : Xavier Dolan
- 2013 : La Vénus à la fourrure (France, Pologne), mise en scène et scénario : Roman Polanski
- 2014 : Le Procès de Viviane Amsalem (Israël, France, Allemagne), réalisateur et scénario : Ronit Elkabetz et Shlomi Elkabetz
- 2015 : Mustang (France, Turquie, Allemagne), réalisé par Deniz Gamze Ergüven
- 2016 : Juste la fin du monde (Canada, France), réalisé par Xavier Dolan
- 2017 : The Rider (États-Unis), réalisé par Chloé Zhao
- 2018 : Woman at War (Kona fer í stríð) (Islande, France, Ukraine), réalisateur : Benedikt Erlingsson, scénario : Ólafur Egilsson et Benedikt Erlingsson[7]
- 2019 : Portrait de la jeune fille en feu (France), réalisé par Céline Sciamma[5]
- 2021 : Les Olympiades (France), réalisé par Jacques Audiard[6]
- 2022 : Close (Belgique, Pays-Bas, France), réalisé par Lukas Dhont

### Prix du public
- 2004 : Souvenir du front (Finlande), réalisé par Markku Pölönen
- 2005 : Adam's Apples (Danemark), réalisé par Anders Thomas Jensen
- 2008 : Bienvenue chez les Ch'tis (France), réalisé par Dany Boon
- 2009 : La Première Étoile (France), réalisé par Lucien Jean-Baptiste
- 2010 : Oldboys (Danemark), réalisateur et scénario : Nikolaj Steen
- 2011 : Les Révoltés de l'île du Diable (Norvège), réalisé par Marius Holst
- 2012 : This Life (Danemark), réalisé par Anne-Grethe Bjarup Riis
- 2013 : Les Gamins (France), réalisé et écrit par Anthony Marciano
- 2014 : Hallåhallå (sv) (Suède), réalisateur et scénario : Maria Blom
- 2015 : Nice People (Suède), réalisé par Karin af Klintberg et Anders Helgeson
- 2016 : The Day Will Come (Danemark), réalisé par Jesper W. Nielsen
- 2017 : Pour votre propre bien (Espagne), réalisé par Carlos Therón
- 2018 : Solsidan (en) (Suède), réalisateur : Felix et Måns Herngren[8]
- 2019 : Psychobitch (Norvège), réalisé par Martin Lund[5]
- 2021 : Little Palestine, journal d'un siège (Libye, Qatar, France), réalisé par Abdallah Al-Khatib[9]
- 2022 : Amerikatsi (en) (Arménie), réalisé par Michael A. Goorjian